# NGC 1924
NGC 1924 là một thiên hà xoắn ốc dạng thanh trong chòm sao Lạp Hộ. Nó được phát hiện vào ngày 5 tháng 10 năm 1785 bởi William Herschel.